# Lombard & Cie
Lombard & Cie is een in 1925 in Épernay gesticht champagnehuis.
De druiven komen uit 39 van de 327 cru's op de échelle des crus van de Champagne. Daarvan is 23% afkomstig uit een grand cru-gemeente en 14% uit een premier cru-gemeente. Lombard gebruikt alleen de cuvée, de eerste persing. De taille wordt verkocht of geruild. Het huis bezit wijngaarden op de Montagne de Reims waar veel pinot noir wordt verbouwd en rond Épernay waar veel chardonnaydruiven worden geoogst.
In de eerste helft van de 20e eeuw bezat Lombard&Cie vooral wijngaarden in de premier cru-gemeente Hautvillers maar die zijn van de hand gedaan terwijl nieuwe percelen op de westelijke helft van de Montagne de Reims werden gekocht.
Het wijnhuis gebruikt de pinot meunier die vooral in de vallei van de Marne groeit om meer fruitigheid aan de champagnes te geven. Het nadeel van de pinot meunier is dat deze druif niet bijdraagt aan het potentieel om harmonisch te rijpen.
Het huis beschikt over kelders en productielijnen die gebruikmaken van de modernste techniek. De leiding van het bedrijf ligt in handen van Thierry Lombard, een nazaat van de stichters.
De jonge wijn ondergaat in de herfst na de oogst de eerste alcoholische gisting in grote roestvrijstalen tanks. De wijnen van Lombard&Cie worden niet in eiken vaten bewaard en ze mogen in het voorjaar ook niet de spontaan optredende malolactische of melkzure gisting ondergaan. De tanks worden gekoeld opdat de ongewenste malolactische gisting achterwege blijft.
Ieder jaar worden anderhalf miljoen flessen verkocht waarvan een derde wordt geëxporteerd. Het huis verkoopt de millésime vrij jong.

## De champagnes
- De Brut is Brut Sans Année, het droge visitekaartje van het huis Lombard&Cie. Voor de assemblage wordt wijn uit een groot aantal wijngaarden in evenzovele gemeenten gebruikt. De nog stille wijn wordt aangevuld met oudere wijn uit de reserve van het huis. De gebottelde champagne rijpt twee jaar "sur lattes".
- De Champagne Magenta Cuvée Superieure Brut NV is een assemblage van wijnen uit verschillende jaren.
- De Brut 1er Cru is gemaakt van druiven uit de premier cru-gemeenten van de Champagne.
- De 2004 Champagne Lombard Brut Grand Cru is een millésime van druiven uit 2004. De wijn mocht 5 jaar op gist rijpen. Bij uitzondering mocht een deel van de wijn wél malolactisch gisten.[2]
- De Brut Millésime is een millésime, gemaakt van druiven die in een en hetzelfde jaar zijn geplukt. Deze champagne rijpt drie jaar lang op gist.
- De Premier Cru Brut Rose is een roséchampagne die met rode wijn uit hetzelfde gebied op kleur is gebracht. De wijn uit premier cru-gemeenten mocht drie jaar in de kelders rijpen.
- De Demi Sec is een Demi-Sec, een zoete champagne.
- De Tanagra is de cuvée de prestige van het huis Lombard. De assemblage van 2/3 chardonnay en 1/3 pinot noir mocht gedeeltelijk in eiken vaten rusten en iets oxideren[2]. voordat de wijn met toevoeging van de reserves gebotteld werd. De flessen mochten zeven jaar op gist rijpen.